# Essenbronbos
Een goudveil-essenbos, essenbronbos (Carici remotae-Fraxinetum), ook wel elzenbronbos (Chrysosplenio oppositifolii-Alnetum) genoemd, is een associatie uit het het verbond van els en vogelkers (Alno-Padion). Het wordt onder andere gekenmerkt door een elzen- en essenrijk bos met een goed ontwikkelde kruidlaag in brongebieden met uittredend zuurstof- en basenrijk water.

## Naamgeving en codering
| Chrysosplenio oppositifolii-Alnetum |
| Carici remotae-Fraxinetum           |
| Equiseto telmateiae-Fraxinetum      |

- Nederlands: Elzenbronbos, essenbronbos, goudveil-essenbos, bron- of beek-essenbos, elzen-essenbos van bronnen en bronbeken
- Engels: Sedge ash-alder woods, Fontinal ash-alder woods, Great horsetail ash-alder woods
- Syntaxoncode voor Nederland (rVvN): r46Aa04
- BWK-karteringseenheid: Bronbos (vc)

De wetenschappelijke naam Chrysosplenio oppositifolii-Alnetum is afgeleid van de botanische namen van twee kensoorten, het paarbladig goudveil (Chrysosplenium oppositifolium) en de zwarte els (Alnus glutinosa).
Carica remotae-Fraxinetum slaat eveneens op twee kensoorten, de ijle zegge (Carex remota) en de gewone es (Fraxinus excelsior).

## Fysiognomie
Bronbossen vormen het eindpunt van de natuurlijke successie in brongebieden; zij vormen een climaxvegetatie. Ze vormen meestal kleine vlekken en linten in de omringende bossen, soms zo klein dat ze gemakkelijk over het hoofd worden gezien.
Door de relatief natte en slappe bodem waaien bomen in een brongebied sneller om, waardoor er meer licht op de bodem valt en er continue verjonging plaatsvindt.
De boomlaag is hoog opgaand, tot 20 m. Ze is goed ontwikkeld maar soortenarm. Zwarte els en gewone es zijn dominant, enkele andere soorten komen sporadisch voor en dan vooral aan de rand van het brongebied. De struiklaag is in het algemeen slechts matig ontwikkeld en eveneens soortenarm.
De kruidlaag daarentegen is goed ontwikkeld, met een duidelijke periodiciteit: opvallend veel lentebloeiers die vroeg in het voorjaar profiteren van het (in verhouding) warme bronwater en zorgen voor groene vlekken zodra de sneeuw verdwenen is.
De moslaag is meestal eveneens goed ontwikkeld en bevat naast bladmossen eveneens levermossen.
Vaak grenst een essenbronbos aan het drogere parelgras-beukenbos. Zo'n grensgebied wordt gekenmerkt door een overgangszone met toevoeging van daslook, eenbloemig parelgras, gele dovenetel, bosgierstgras, bosanemoon, gevlekte aronskelk en boszegge aan de kruidlaag.

## Ecologie

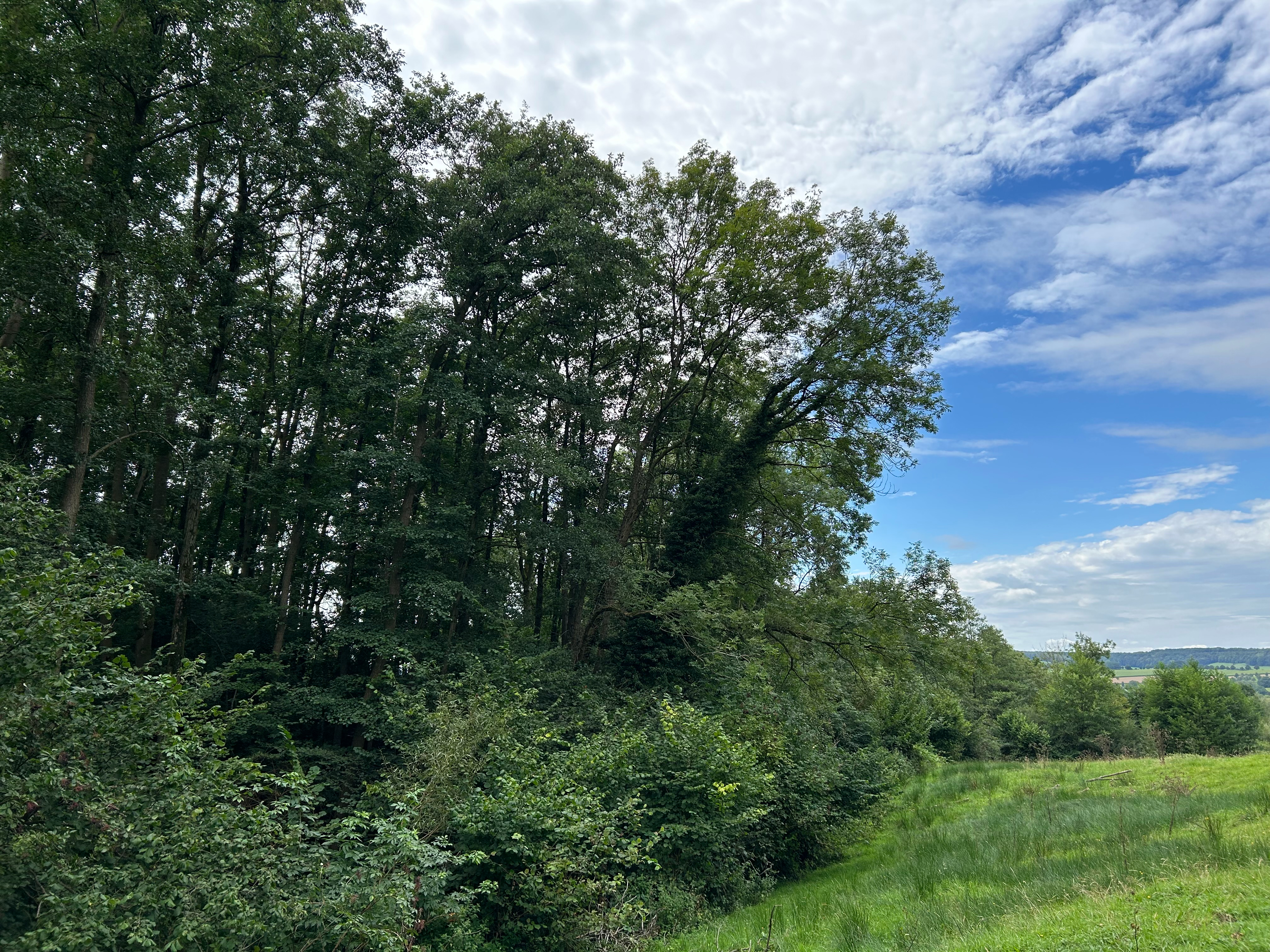
Een goudveil-essenbos, hier strak begrensd met een bosmantel

Essenbronbossen komen meestal slechts voor als zeer kleine bosfragmentjes rond brongebieden en langs de oevers van de bovenlopen van beken. De bodem is er nat tot zeer nat, maar er is geen stilstaand water. Het water is bovendien koud, gelijkmatig van temperatuur en zuurstofrijk. Dikwijls is het water kalkrijk. Verder is de bodem meestal veen- en kleihoudend. Organisch materiaal wordt er snel gemineraliseerd.
Alhoewel essenbronbos en elzenbronbos in het algemeen als synoniemen worden beschouwd, zijn er vegetatiekundigen die een onderscheid tussen beide maken op basis van de bodemsamenstelling. Essenbronbossen zouden daarbij voornamelijk voorkomen op leemrijke bodems en elzenbronbossen op leemarme, zandige bodems.

## Verspreiding
Essenbronbossen zijn beperkt tot de Atlantische provincie, van Noordwest-Spanje over West-, Noord- en Midden-Europa tot in de Baltische landen.
Door het specifieke en zeer beperkte habitat, de afhankelijkheid van zuiver water en de relatieve kwetsbaarheid voor allerlei vormen van menselijke activiteit is dit een van de zeldzaamste plantengemeenschappen in Europa.

### Nederland
De meest intacte bosgemeenschappen die dit bostype in Nederland vertegenwoordigen, vindt men in het Bunderbos, gelegen tussen Elsloo en Meerssen in Zuid-Limburg. Bij het Gelderse Ubbergen ligt het bos Kastanjedal, dat beschouwd mag worden als een parkachtig relict van dit bostype en het Refter bronnenbos, welke in augustus 1984 als natuurmonument is benoemd.

### Vlaanderen
Essenbronbossen zijn in Vlaanderen beperkt tot de Leemstreek. Het is onder ander te vinden in het Meerdaalwoud en het Zoet Water te Leuven, het Hallerbos in Halle en het Zoniënwoud bij Brussel.

## Diagnostische taxa voor Nederland en Vlaanderen

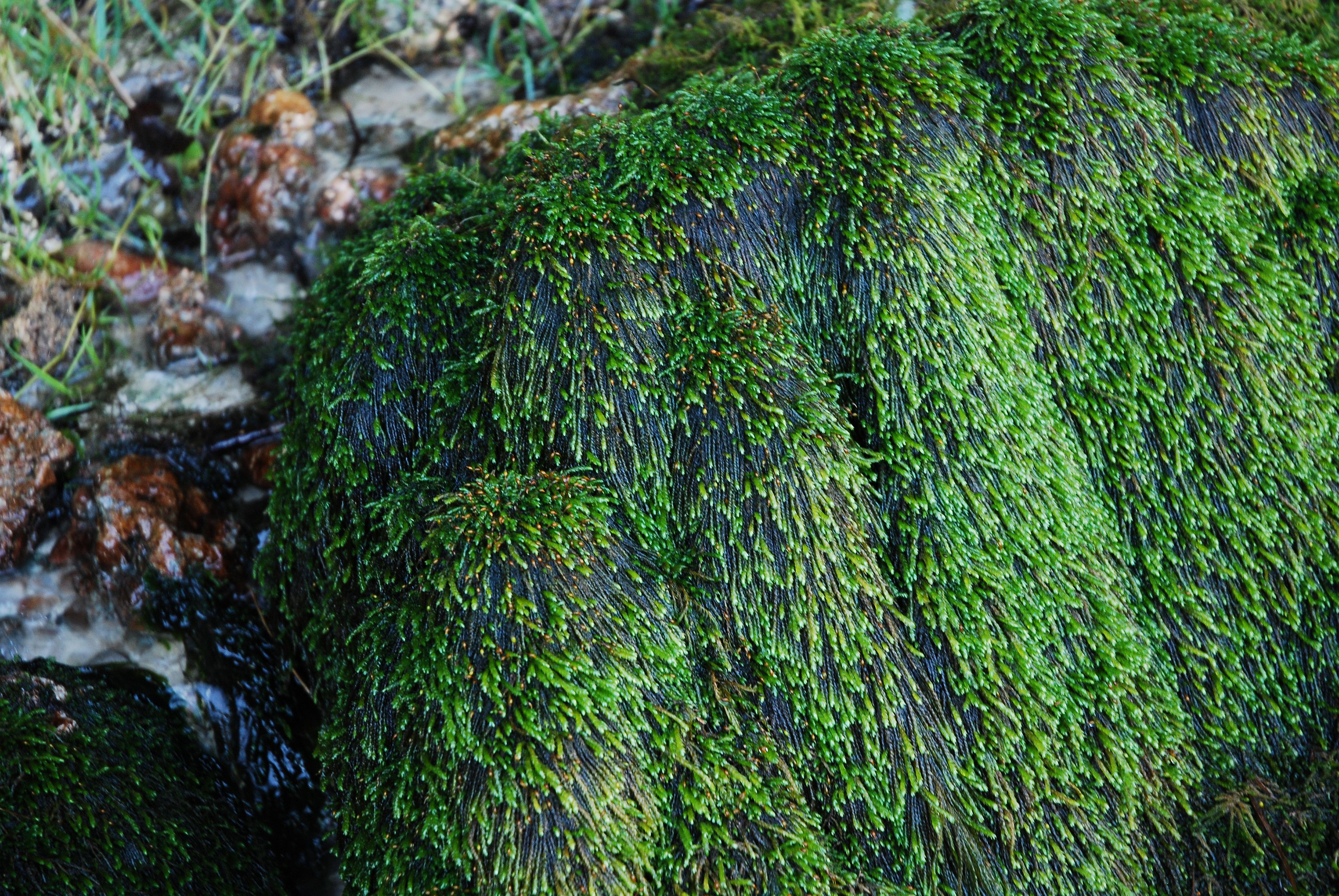
Beekdikkopmos

In de onderstaande tabel staan de belangrijkste diagnostische plantentaxa voor de associatie voor Nederland en Vlaanderen.

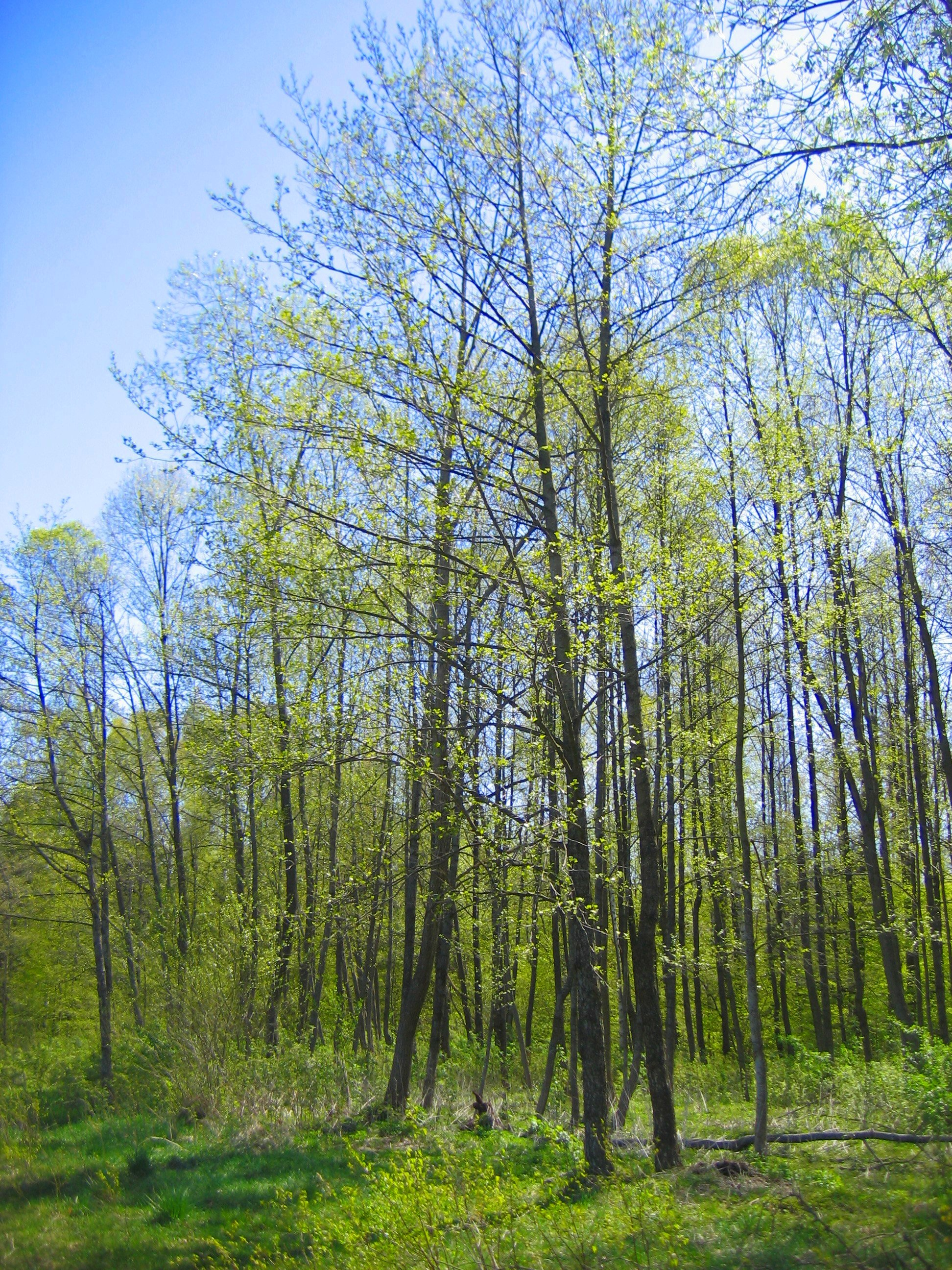
Zwarte els

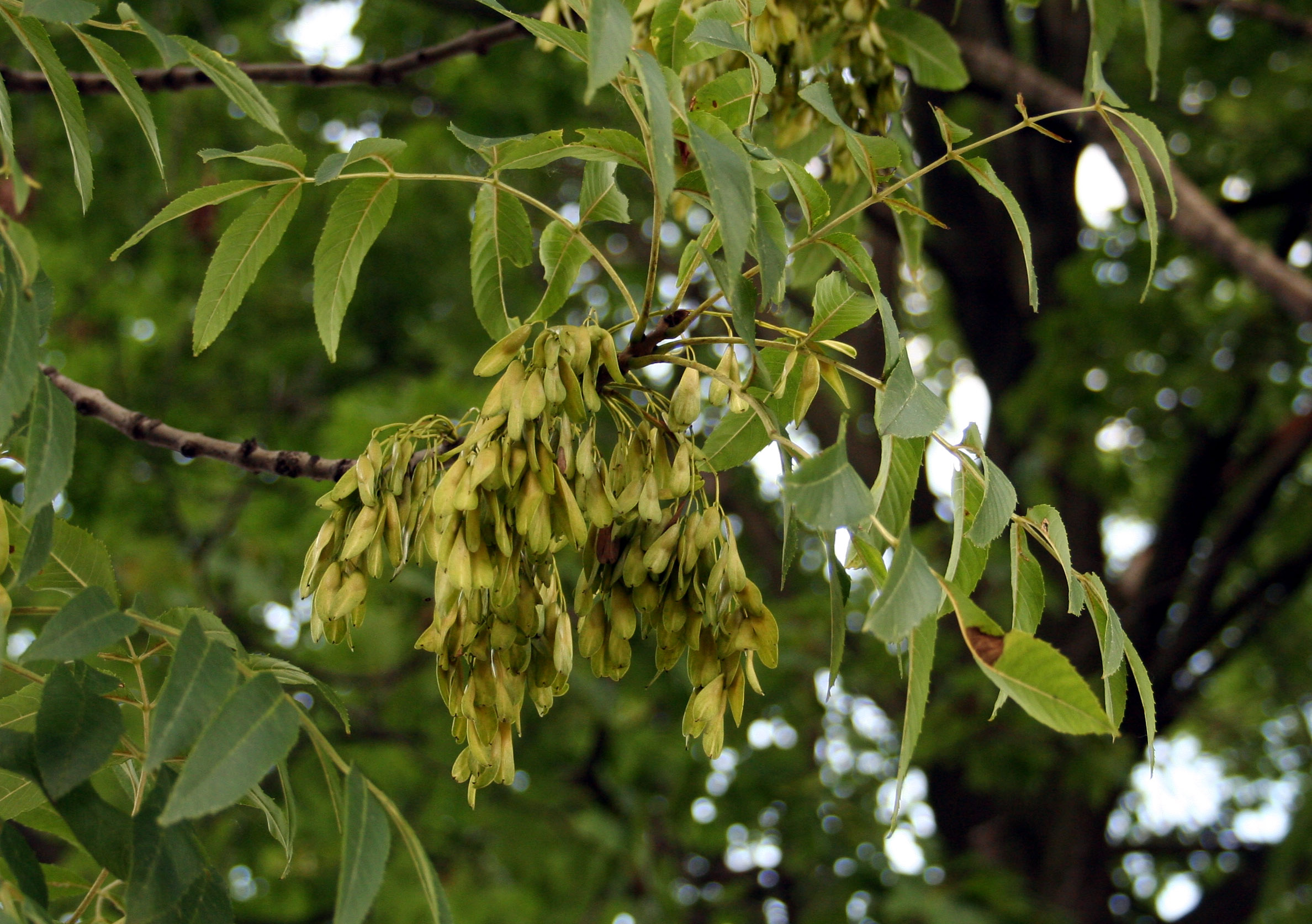
Gewone es

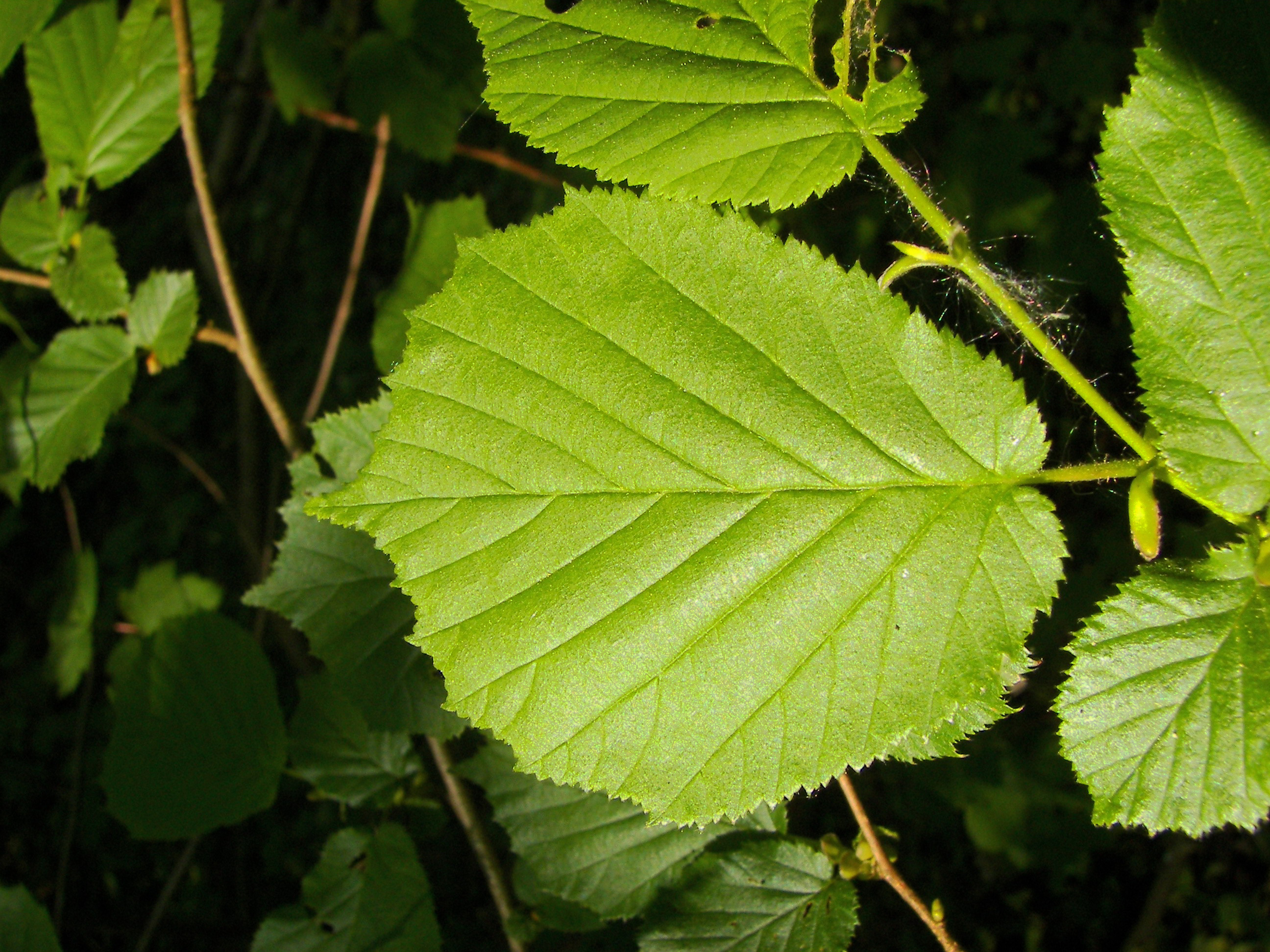
Hazelaar

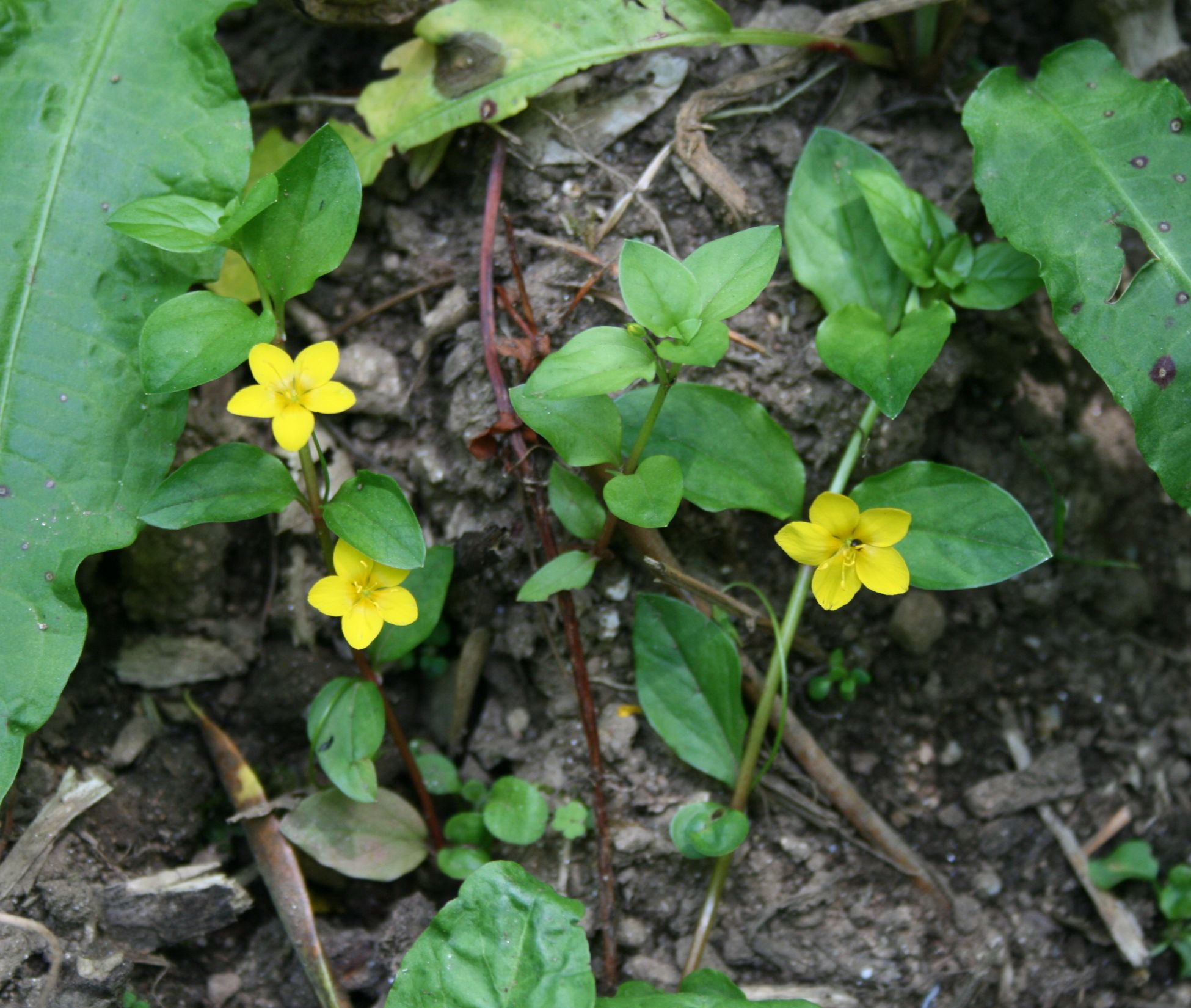
Boswederik

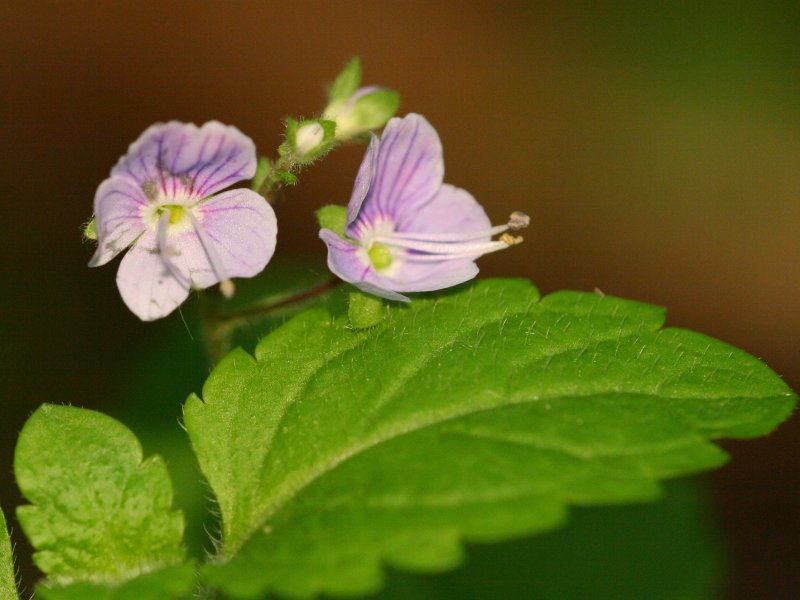
Bosereprijs

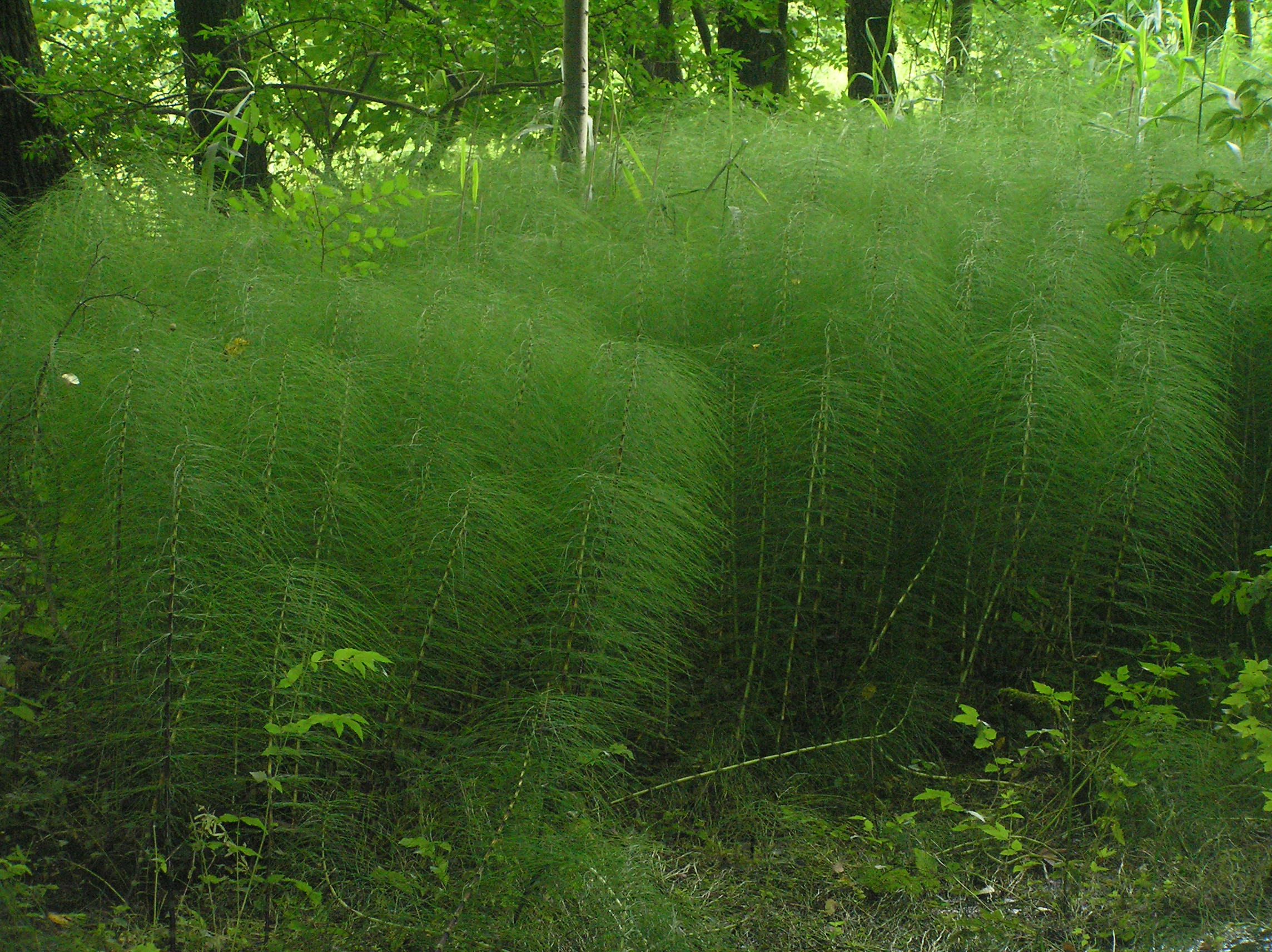
Reuzenpaardenstaart

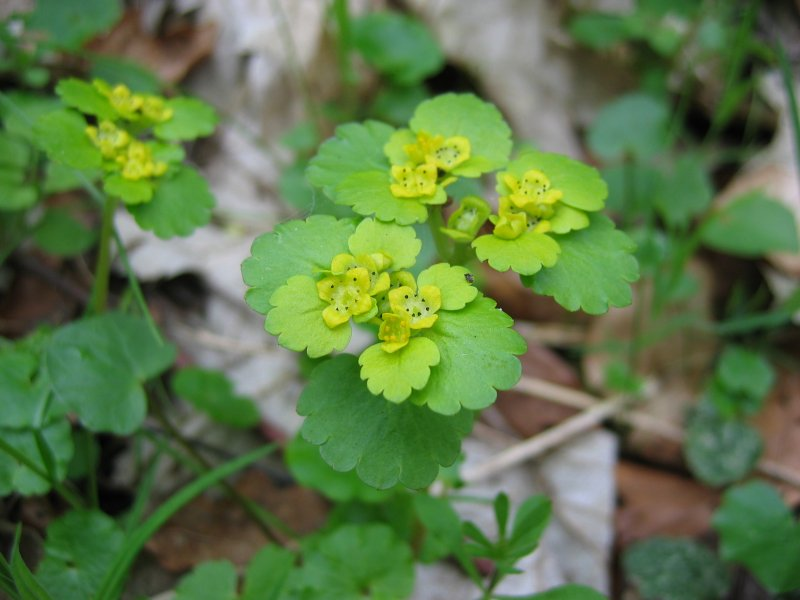
Verspreidbladig goudveil

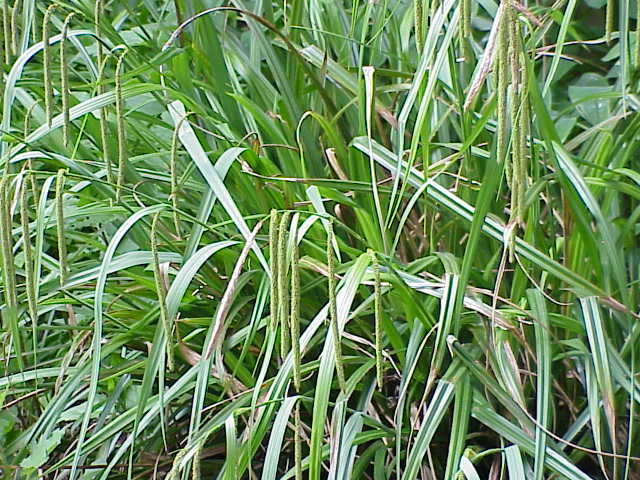
Hangende zegge

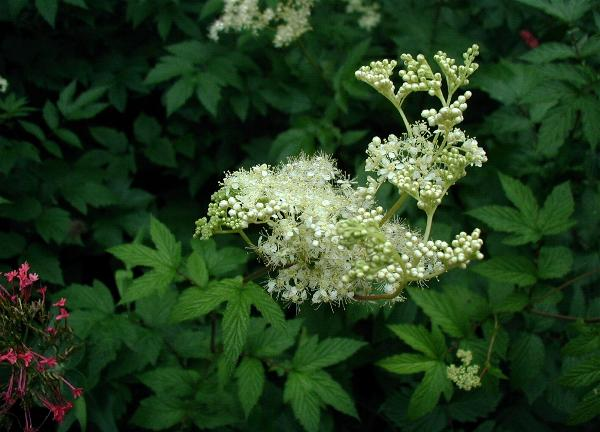
Moerasspirea

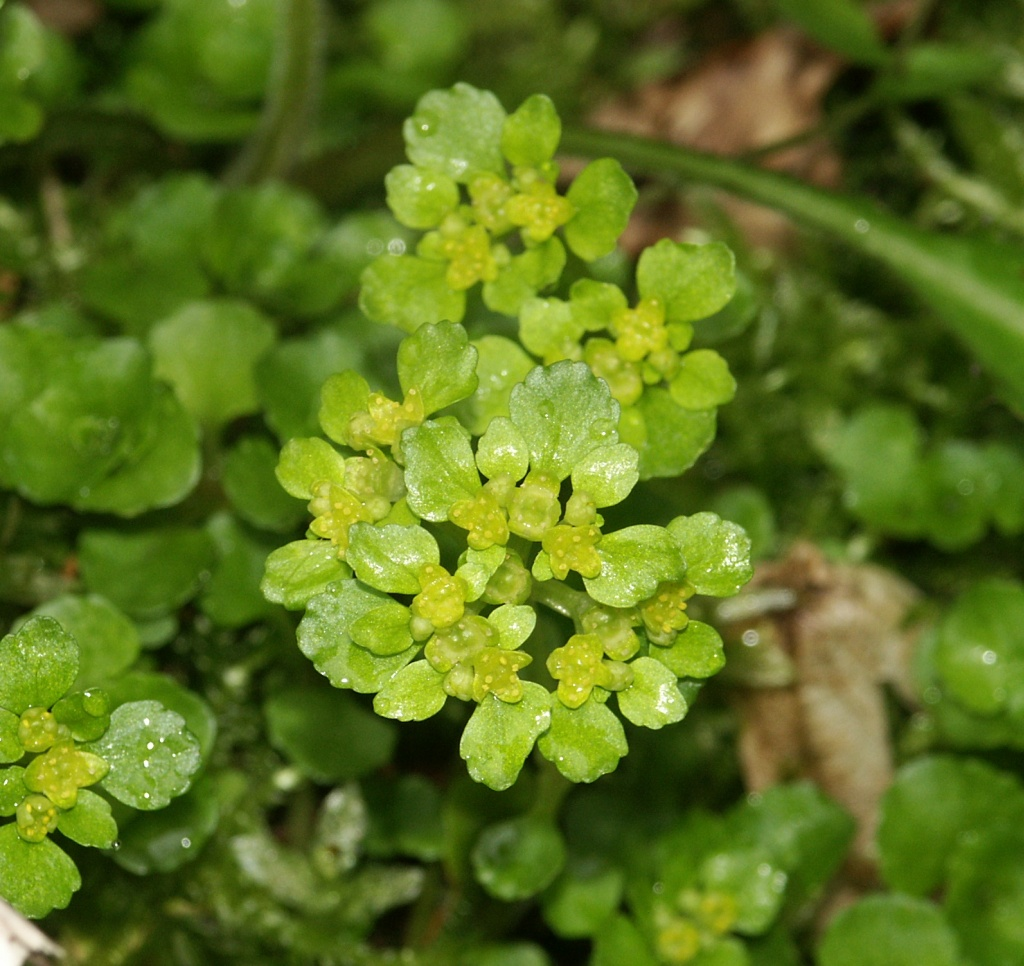
Paarbladig goudveil

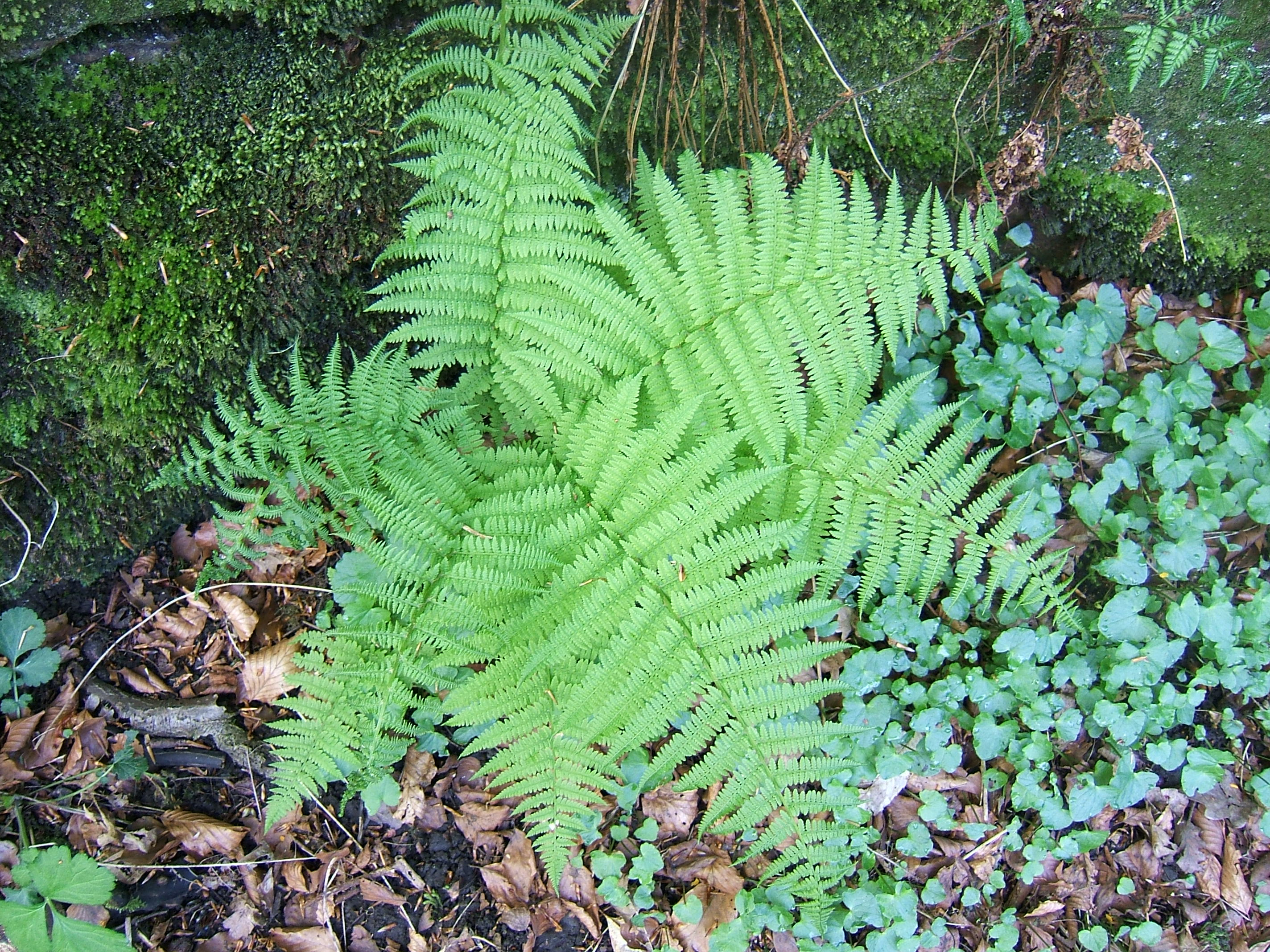
Wijfjesvaren

Boomlaag
| Kentaxon | Diff.soort | Presentie | Triviale naam  | Botanische naam     | Opmerking |
| -------- | ---------- | --------- | -------------- | ------------------- | --------- |
| kK       |            | > 70%     | gewone es      | Fraxinus excelsior  |           |
|          |            | > 80%     | zwarte els     | Alnus glutinosa     |           |
|          |            | > 30%     | gewone esdoorn | Acer pseudoplatanus |           |
|          |            | > 20%     | zomereik       | Quercus robur       |           |

Struiklaag
| Kensoort | Diff.soort | Presentie | Triviale naam    | Botanische naam  | Opmerking |
| -------- | ---------- | --------- | ---------------- | ---------------- | --------- |
| kV       |            | > 20%     | gewone vogelkers | Prunus padus     |           |
| kK       |            | > 10%     | aalbes           | Ribes rubrum     |           |
|          |            | > 50%     | hazelaar         | Corylus avellana |           |
|          |            | > 20%     | Gelderse roos    | Viburnum opulus  |           |
|          |            | > 20%     | wilde lijsterbes | Sorbus aucuparia |           |
|          |            | > 20%     | grauwe wilg      | Salix cinerea    |           |

Kruidlaag
| Kentaxon | Diff.soort | Presentie | Triviale naam            | Botanische naam               | Opmerking |
| -------- | ---------- | --------- | ------------------------ | ----------------------------- | --------- |
| kA       |            | > 50%     | boswederik               | Lysimachia nemorum            |           |
| kA       |            | > 30%     | bosereprijs              | Veronica montana              |           |
| kA       |            | > 20%     | reuzenpaardenstaart      | Equisetum telmateia           |           |
| kA       |            | > 20%     | verspreidbladig goudveil | Chrysosplenium alternifolium  |           |
| kA       |            | > 10%     | hangende zegge           | Carex pendula                 |           |
| kA       |            | > 10%     | slanke zegge             | Carex strigosa                |           |
| kV       |            | > 40%     | bloedzuring              | Rumex sanguineus              |           |
| kV       |            | > 20%     | reuzenzwenkgras          | Festuca gigantea              |           |
| kV       |            | > 10%     | dagkoekoeksbloem         | Silene dioica                 |           |
| kK       |            | > 50%     | groot heksenkruid        | Circaea lutetiana             |           |
| kK       |            | > 40%     | bosanemoon               | Anemone nemorosa              |           |
| kK       |            | > 40%     | gewoon speenkruid        | Ficaria verna                 |           |
| kK       |            | > 30%     | bosandoorn               | Stachys sylvatica             |           |
| kK       |            | > 30%     | kruipend zenegroen       | Ajuga reptans                 |           |
| kK       |            | > 20%     | klimop                   | Hedera helix                  |           |
| kK       |            | > 20%     | gevlekte aronskelk       | Arum maculatum                |           |
| kK       |            | > 10%     | gewone salomonszegel     | Polygonatum multiflorum       |           |
| kK       |            | > 10%     | knopig helmkruid         | Scropularia nodosa            |           |
|          |            | > 70%     | moerasspirea             | Filipendula ulmaria           |           |
|          |            | > 70%     | grote brandnetel         | Urtica dioica                 |           |
|          |            | > 70%     | paarbladig goudveil      | Chrysosplenium oppositifolium |           |
|          |            | > 60%     | wijfjesvaren             | Athyrium filix-femina         |           |
|          |            | > 60%     | ijle zegge               | Carex remota                  |           |
|          |            | > 60%     | gele dovenetel           | Lamiastrum galeobdolon        |           |
|          |            | > 50%     | kruipende boterbloem     | Ranunculus repens             |           |
|          |            | > 50%     | gewone braam             | Rubus fruticosus              |           |
|          |            | > 50%     | bittere veldkers         | Cardamine amara               |           |
|          |            | > 50%     | gewone engelwortel       | Angelica sylvestris           |           |
|          |            | > 40%     | pinksterbloem            | Cardamine pratensis           |           |
|          |            | > 40%     | ruw beemdgras            | Poa trivialis                 |           |
|          |            | > 40%     | groot springzaad         | Impatiens noli-tangere        |           |
|          |            | > 40%     | kleefkruid               | Galium aparine                |           |
|          |            | > 30%     | witte klaverzuring       | Oxalis acetosella             |           |
|          |            | > 30%     | slanke sleutelbloem      | Primula elatior               |           |
|          |            | > 30%     | gewone dotterbloem       | Caltha palustris              |           |
|          |            | > 30%     | robertskruid             | Geranium robertianum          |           |
|          |            | > 30%     | echte valeriaan          | Valeriana officinalis         |           |
|          |            | > 30%     | grote wederik            | Lysimachia vulgaris           |           |
|          |            | > 30%     | hop                      | Humulus lupullus              |           |
|          |            | > 30%     | kale jonker              | Cirsium palustre              |           |
|          |            | > 30%     | ruwe smele               | Deschampsia cespitosa         |           |
|          |            | > 20%     | bosgierstgras            | Milium effusum                |           |
|          |            | > 20%     | moeraswalstro            | Galium palustre               |           |
|          |            | > 20%     | muskuskruid              | Adoxa moschatellina           |           |
|          |            | > 20%     | hondsdraf                | Glechoma hederacea            |           |
|          |            | > 20%     | lidrus                   | Equisetum palustre            |           |
|          |            | > 20%     | moerasstreepzaad         | Crepis paludosa               |           |
|          |            | > 20%     | geel nagelkruid          | Geum urbanum                  |           |
|          |            | > 20%     | grote kattenstaart       | Lythrum salicaria             |           |
|          |            | > 20%     | moeraszegge              | Carex acutiformis             |           |
|          |            | > 20%     | bitterzoet               | Solanum dulcamara             |           |
|          |            | > 20%     | koninginnekruid          | Eupatorium cannabinum         |           |
|          |            | > 20%     | watermunt                | Mentha aquatica               |           |
|          |            | > 20%     | eenbes                   | Paris quadrifolia             |           |
|          |            | > 20%     | gewone hennepnetel       | Galeopsis tetrahit            |           |
|          |            | > 20%     | framboos                 | Rubus idaeus                  |           |

Moslaag
| Kentaxon | Diff.soort | Presentie | Triviale naam           | Botanische naam         | Opmerking |
| -------- | ---------- | --------- | ----------------------- | ----------------------- | --------- |
| kA       |            | > 20%     | beekdikkopmos           | Brachythecium rivulare  |           |
| kK       |            | > 50%     | gerimpeld boogsterremos | Plagiomnium undulatum   |           |
| kK       |            | > 10%     | geplooid snavelmos      | Eurynchium striatum     |           |
|          |            | > 60%     | fijn laddermos          | Kindbergia praelonga    |           |
|          |            | > 50%     | gewoon sterrenmos       | Mnium hornum            |           |
|          |            | > 40%     | gewoon dikkopmos        | Brachythecium rutabulum |           |
|          |            | > 20%     | gewoon plakkaatmos      | Pellia epiphylla        |           |
|          |            | > 20%     | gewoon kantmos          | Lophocolea bidentata    |           |
|          |            | > 20%     | groot rimpelmos         | Atrichum undulatum      |           |
|          |            | > 10%     | rond boogsterrenmos     | Plagiomnium affine      |           |

## Fauna
Door de rijkdom aan basen- en zuurstofrijke kwel, is het aandeel amfibieënsoorten dat dit bostype bevolkt relatief hoog. Vuursalamander, alpenwatersalamander, kleine watersalamander, gewone pad en bruine kikker behoren in Nederland tot de kenmerkende soorten van dit bostype.
In Duitse en Poolse bossen bewoont de Europese moerasschildpad de boomrijke kwelmoerassen. In Nederland komen de hazelworm en de ringslang aan de struweelrijke randen van het Essenbronbos voor. De ringslang is daarbij direct afhankelijk van de hooilanden die vaak grenzen aan dit bostype. Daar jagen ze hoofdzakelijk op poelkikker en bruine kikker.
De avifauna van het essenbronbos is tamelijk arm en weinig representatief. IJsvogel en waterspreeuw behoren tot de kenmerkende soorten van de beekrijke zones van dit bostype. Nachtegaal, zanglijster, kleine- en middelste bonte specht, buizerd, winterkoninkje, sperwer en af en toe een wielewaal behoren tot de vaste gebruikers.
Ree, vos, konijn, steenmarter en met name de das behoren tot de typerende grotere landzoogdiersoorten van dit bostype in Nederland. In Duitse en Poolse bossen behoren verder lynx, wolf, wilde kat, edelhert, eland, wild zwijn, Otter, boommarter, Europese nerts en bever tot de typerende grote landzoogdieren van het Essenbronbos.
Het aantal soorten kleine landzoogdieren is tamelijk laag. Typerend zijn konijn, egel, woelrat, rosse woelmuis, aardmuis en vrijwel alle spitsmuissoorten. Dit bostype is verder rijk aan vleermuizen.

## Geologie
In dit bostype vindt bij kalkhoudende bronnen vaak vorming van travertijn (brongesteentevorming) plaats, in de zones waar de kwel door de kiezelpakketten naar boven komt en kalk afzet.

## Biologische Waarderingskaart
In de Biologische Waarderingskaart (BWK) van Vlaanderen en het Brussels Hoofdstedelijk Gewest staat deze associatie bekend als bronbos (vc).
Het komt voor als lijnvormig element langsheen bronbeken in de vorm van een houtkant, of zelden als vlakvormig element van enkele vierkante meters tot enkele honderden vierkante meters.
Het bronbos staat gewaardeerd als 'Biologisch zeer waardevol'.

## Bedreiging en bescherming
Het voortbestaan van een bronbos is in hoge mate afhankelijk van de continue aanvoer van koud en zuiver water. De belangrijkste bedreigingen zijn dus de aantasting van de waterkwantiteit en/of -kwaliteit. Verdroging, door het oppompen of afleiden van bronwater voor drinkwaterwinning of landbouw, is nefast voor deze gemeenschap. Overbemesting en vervuiling zorgen ervoor dat de zeldzame planten verdrongen worden door meer algemene soorten die op voedselrijkdom zijn gericht, zoals brandnetels.
Een derde belangrijke bedreiging is de toenemende recreatie in bosgebieden, die voor dergelijke kleine gemeenschappen op een kwetsbare moerassige bodem eveneens funest is.